# La figlia del forzato
La figlia del forzato è un film del 1954 diretto da Gaetano Amata, tratto dal dramma teatrale La morte civile di Paolo Giacometti.

## Produzione
Pellicola ascrivibile al filone dei melodrammi sentimentali, comunemente detti strappalacrime, molto in voga tra il pubblico italiano in quegli anni, poi ribattezzato dalla critica con il termine neorealismo d'appendice.

## Distribuzione
Venne distribuito nelle sale cinematografiche italiane nel corso del 1954 da una compagnia di distributori indipendenti.
A lungo dimenticato, è stato trasmesso per la prima volta in televisione il 7 marzo del 2024, a settant'anni dalla sua uscita al cinema.

## Opere correlate
Il dramma di Giacometti aveva già avuto quattro trasposizioni cinematografiche: tre nel periodo del muto (la prima nel 1910, la seconda nel 1913 e la terza nel 1919) ed una trasposizione sonora nel 1942; a differenza di questa pellicola, tutte le precedenti versioni avevano mantenuto lo stesso titolo delle pièce teatrale.